# Маяк Каколдс
Маяк Каколдс (англ. The Cuckolds Light) — маяк, расположенный на восточном из пары небольших островов, называемых Каколдс (англ. Cuckolds — Рогоносцы) в границах города Бутбей-Харбор, округ Линкольн, штат Мэн, США. Построен в 1879 году. Автоматизирован в 1974 году.

## История
Два небольших острова на входе в гавань города Бутбей-Харбор создавали опасность для навигации, и 30 августа 1890 года было принято решение о строительстве маяка на одном из них. 3 марта 1891 года на эти цели Конгрессом США было выделено 25 000$, и работы по созданию его начались в январе 1892 года. Поскольку остров был небольшим, во время шторма волны представляли угрозу любым строениям, находящимся на нем. Поэтому здание маяка было построено на высоком (3,6 метра) прочном полукруглом фундаменте из гранита. Жилище смотрителя, расположенное на нем, было круглой деревянной постройкой, на крыше которой располагалась восьмиугольная башня с маяком. Фундамент также защищал некоторые хозяйственные постройки, также выполненные из дерева. В 1907 году на маяк были установлена линза Френеля. Он был автоматизирован Береговой охраной США в 1974 году.
Оригинальная линза Френеля, использовавшаяся в маяке, хранятся в Музее маяков штата Мэн в Рокленде.
В 2002 году маяк был включён в Национальный реестр исторических мест.

## Превращение в гостиницу
Оставшись без смотрителя, маяк стал страдать от вандалов. Это привело к длительной дискуссии о его дальнейшей судьбе. В итоге 8 мая 2006 года Береговая охрана США согласилась передать права на здания на острове штату в рамках программы «Маяки штата Мэн». После реставрации в июне 2014 года в здании маяка открылась гостиница Inn at Cuckolds Lighthouse. Сам маяк при этом продолжает функционировать.